# Pedro Fausto
Pedro Fausto Rodríguez Pérez (Tijarafe, 26 de noviembre de 1955), conocido artísticamente como Pedro Fausto, es un pintor, fotógrafo y productor audiovisual español originario de la isla de La Palma (Canarias). Su obra pictórica está principalmente influenciada por su entorno, en el que cobran especial importancia los motivos relacionados con la infancia y los objetos cotidianos.

## Biografía
Pedro Fausto nació en el seno de una familia numerosa dedicada a la agricultura. Pese a que en ésta no existían antecedentes artísticos, su primer acercamiento a la pintura fue a los 14 años de edad.
Tomó contacto con Antonio Capote, un profesor de dibujo que descubrió en él la habilidad para dibujar y le recomendó estudiar Bellas Artes, mientras realizaba sus estudios de Bachillerato en el instituto Eusebio Barreto Lorenzo. Es a partir de entonces cuando comienza a pintar de manera regular.

### Años 70
Los años 70 son para Pedro Fausto una década de aprendizaje. Tras las clases con Antonio Capote, comienza a estudiar dibujo y escultura en la Escuela de Artes y Oficios de Santa Cruz de La Palma (actual Escuela de Arte Manolo Blahnik) y amplía su formación en la Escuela Superior de Bellas Artes de Santa Cruz de Tenerife, adentrándose en la especialidad de escultura en la capital tinerfeña entre 1975 y 1978. Finalmente su carácter impaciente hace que se decante por la pintura.
Su primera exposición colectiva se lleva a cabo en el marco de las Fiestas Lustrales de la Bajada de la Virgen de las Nieves 1975. Esta primera etapa de su obra corresponde a un periodo de análisis de la realidad en el que trata de descubrir sus variados matices. Ello se observa en sus primeros retratos profundamente detallados.

### Años 80
A principios de la década de los ochenta la obra de Pedro Fausto comienza a ser valorada. Su primera exposición individual tiene lugar en el Casino de Santa Cruz de Tenerife en 1980.
El artista empieza a ser conocido por sus paisajes y retratos, impregnados de un realismo casi mágico que plasma en sus lienzos a través de un trazo firme, vigoroso y conjugado, el cual confiere a sus composiciones un gran dinamismo expresivo.
En su pintura siente una gran inquietud por romper la monotonía en la creación, afanándose en una incesante búsqueda por armonizar y dar sentido a la forma y al color con gamas sobrias y armónicas, líneas dinámicas en el óleo y un trazo limpio y concreto en el dibujo.
La temática de su creación a principios de los ochenta obedece a sus sentimientos y vivencias espirituales, las cuales son expresadas a través del lienzo dejando un mensaje concreto de su sentir personal.

“Una vez terminado el cuadro, independientemente de que haya quedado satisfecho o no, pierde todo interés para mí, pues perseguimos en una búsqueda incesante esa obra llamada perfecta que sabemos que no existe, pero que paradójicamente sentimos que está más cerca de nosotros”.

En 1981 aparece en La Palma un conjunto de artistas aficionados agrupados bajo la denominación de Nueva generación. En ese grupo confluyen Pedro Fausto, Mª Carmen González, Luis Morera y Arsenio Morales, entre otros.
Ese mismo año Pedro Fausto se casa con Mª Carmen González, entonces también interesada en la pintura. Ambos se habían conocido tiempo atrás y habían expuesto juntos en diversas ocasiones, aunque finalmente ella dejaría la pintura para dedicarse primero a la enseñanza y posteriormente a la música bajo el nombre de Ima Galguén.
En 1982 se observa una evolución en el estilo y la técnica con respecto a sus primeros cuadros. Con una preferencia por la gama de grises, el artista intenta plasmar un mensaje filosófico que incita a la libre interpretación del espectador.
La vida, la muerte y el equilibrio son temas constantes en la obra de Pedro Fausto a mitad de la década. Esto probablemente venga propiciado por sus habituales reuniones con otras personas interesadas en el espiritismo de manera científica y racional. Junto a un grupo de investigación sobre tal doctrina, germen del actual Grupo Espírita de La Palma, colabora en la publicación de una revista que lleva por título Ciencia espírita.

“Creemos que todo lo que se entiende por paranormal tiene una base real que no se puede tocar, pero que existe. El comprobar que la reencarnación es un hecho me ha dado un gran optimismo. Se va progresando en las sucesivas reencarnaciones. En mi obra, quizá haya algún reflejo de mis creencias. El arte puede ser un medio para que te lleguen impresiones desde otro plano. Me interesaría trabajar sobre el tema de la reencarnación. Pero tengo que encontrar la forma de exponerlo plásticamente. Intuyo algo, pero no logro concretarlo. Necesita un tiempo de gestación, de aproximación.”

A partir de 1986 la pintura de Pedro Fausto se mueve en un lenguaje ambiguo y sugerente, motivando cada vez más al espectador a imaginar y realizar sus propias creaciones mentales a partir de las emociones o ideas que evocan sus lienzos y dejando de lado el lenguaje objetivo y racional basado en la lógica. Empieza a utilizar una gama reducida de colores, aunque rica en matices. El mundo de la imaginación, la fantasía y los sueños persisten en su obra como la clave para entender el mundo que le rodea.
La obra del artista es definida por los críticos de entonces como una obra seria, que domina la técnica y que lleva a la realidad una serie de situaciones quiméricas, pero de raíces profundas y humanas, siendo esta la característica principal de Pedro Fausto. El periódico Diario de Avisos termina así una de sus críticas hacia la pintura de Pedro Fausto:

[…] Catalogar la pintura de Pedro Fausto dentro de un estilo o escuela, es difícil. A veces es onírica, otras veces surrealista, pero siempre llevando el sello de su autor, hijo de una tierra seca y soleada pintada de almagre y coronada de pinos: Tijarafe.

Aparece entonces en su obra una fuerte influencia del arte conceptual. Sus cuadros, realizados al óleo sobre un soporte de lienzo o madera con llamativos efectos de veladuras o transparencias, tienden hacia una pintura más directa e instintiva, llegando en algunos casos a una abstracción con reminiscencias y restos de figuración. Se trata de una pintura resultante de una serie de impulsos inconscientes y espontáneos a los que luego siguen periodos reflexivos. En 1987 declara:

“Después de una etapa de algunos meses en que vierto sobre los cuadros una pintura suelta, intuitiva, espontánea y a veces agresiva, suelen suceder periodos de calma y meditación, en los que hay una vuelta a la reflexión y, en consecuencia, a un lenguaje estético más formal y tranquilo. Con esto creo que intento asimilar las experiencias adquiridas en el periodo anterior y realizar una síntesis entre ambos.”

Ya en 1989 los medios de comunicación definen a Pedro Fausto como el pintor de las cosas intemporales. Señalan que posee un estilo propio que le define y diferencia como tal y enmarcan su pintura dentro de una línea figurativa y realista que enlaza con lo ideal y simbólico.
A partir de entonces cobran especial importancia las figuras infantiles, que expresan fragilidad y sugieren actitudes reposadas, y las pinturas que retratan arquitecturas propias del paisaje rural. Dichas temáticas continuarán en la siguiente década.

### Años 90
En esta década Pedro Fausto refleja la inocencia y el desconocimiento de la maldad a través de las pinturas que retratan la infancia de sus hijos. Se trata de una pintura lírica, con gran tecnicismo, donde el artista demuestra su dominio del pincel y del color.
En enero de 1991 Pedro Fausto participa en una muestra colectiva centrada en el Carnaval como tema monográfico en la sala de exposiciones Círculo XII de Santa Cruz de Tenerife. El artista palmero simboliza la fiesta con una sencilla careta.
En agosto de 1992 expone en una muestra colectiva dedicada a “El libro” en la Sala de Exposiciones de la Biblioteca general del Campus de Guajara, en la que también participa el artista lanzaroteño César Manrique y el pintor tinerfeño Pedro González, entre otros.
A mediados de la década, en la pintura de Pedro Fausto cobran especial importancia los interiores cargados de hiperrealismo que recuerdan a la pintura flamenca del siglo XV y XVI. Pedro Fausto se consagra y se convierte para los críticos en «uno de los exponentes de la pintura actual en Canarias, con una opción poética y creativa, reveladora de una honda vocación estética y contemplativa dirigida hacia una subjetividad siempre presente».
Es también en los noventa cuando comienza a trabajar con espátula, un instrumento que responde a su temperamento y dota a los cuadros de una dureza y textura que se encuentra totalmente acorde a su forma de ver las cosas.
En 1996 Pedro Fausto expone en la Galerie Berlin de Berlín y en la Feria Internacional de Arte de Colonia. Esto hace que su obra obtenga la aceptación del público y crítica berlinesa. Volverá a exponer en Alemania en varias ocasiones.
A partir de 1998 su obra cobra energía y espontaneidad desmarcándose de los detalles y acudiendo hacia una síntesis de las formas y los colores. Se produce una ruptura con lo anterior y comienza una indagación de la forma. Fausto se limitará a los colores planos enmarcados en perfiles realizados con líneas oscuras.
Pedro Fausto terminará la década de los noventa siendo uno de los pocos pintores de la isla de La Palma dedicados profesionalmente a dicho arte.

### Años 2000
La década de los 2000 viene marcada por la producción audiovisual, un campo que había empezado a experimentar en los noventa. Primero como fotógrafo, por un lado para ayudarse a la creación de su obra pictórica y, por otro, colaborando activamente en la imagen de Ima Galguén, quien entonces se encontraba en plena labor creativa en el plano musical.
A finales de 2004 se publica el DVD Donde el silencio es azul, en el cual Pedro Fausto rinde un homenaje visual a la isla de La Palma y sus paisajes a través de algunos temas musicales de la cantante Ima Galguén. En este trabajo las canciones y los emplazamientos expresan el sentimiento nostálgico y evocador del reencuentro con la tierra. Tal homenaje visual también está presente en su obra pictórica, pues lleva a sus cuadros los paisajes de La Palma y Lanzarote, lugares en los que expone.

### Actualidad
Actualmente la obra de Pedro Fausto muestra reflexión y sosiego. Por un lado, sigue inspirándose en la naturaleza y llevando al lienzo una recreación gestual y expresionista del paisaje que hace que permanezca en la memoria. Fausto estudia la intensidad, los contrastes, las variaciones de luz y busca la síntesis de las formas pintando con colores planos y evitando los volúmenes. Por otro, trabaja lo cotidiano, los bodegones y la figura humana, haciéndose presente en esta etapa el estudio sobre la figura de la mujer. Hasta entonces el artista palmero ha expuesto en Canarias, Madrid, Barcelona, Holanda y Alemania.

## Obra y técnica
Pedro Fausto es poseedor de un estilo pictórico muy personal e identificable, predominando el realismo en sus composiciones. Pese a que su creación no ha sido lineal, ha ido evolucionando tanto en la técnica como en el estilo. Así, en los años ochenta el artista declaraba:

“Cada cuadro es siempre una aventura, un reto a nuestras posibilidades. Cuando empiezo una nueva obra ya tengo una idea global de lo que quiero. Pero una vez metido de lleno en su elaboración, van surgiendo ideas nuevas que pueden modificar por completo la intención inicial. Durante este proceso estoy en tensión continua, por más que intente relajarme. Cuando no tengo muy claro el camino a seguir, lo dejo reposar algunas semanas y continúo con otros trabajos”.

Sobre la influencia de sus creencias en su pintura comenta:

“Soy de los que opinan que el arte cumple mejor su función si está comprometido con alguna idea filosófica o pensamiento ideológico, buscando siempre un equilibrio entre las leyes de la estética y las ideas que se pretenden reflejar”.

También habla acerca de los materiales empleados en su obra:

“Me influye mucho el estado de ánimo. Cuando estoy deprimido me gusta pegar telas, quemarlas, utilizar el fuego. En la creación hay también un proceso de destrucción. Tienes que barrer esquemas mentales, derrumbar estructuras viejas. Quizá el que me gusten las cosas decadentes sea un intento de destruir esas estructuras.”

A finales de los años noventa en una entrevista para televisión dice sobre su método de trabajo:

“En la pintura intento ser directo y espontáneo, no me gusta hacer un trabajo muy pensado, por eso intento que la mancha sea muy viva. No insisto, doy una mancha y la dejo tal cual. Si sale mal, tiro el cuadro, pero no me gusta darle segundas vueltas a las cosas.”

Y en finales de la pasada década el artista da su propia explicación sobre su estilo:

“Mis pinturas están dentro de la figuración y creo que desde mi individualidad hay una aportación propia al realismo contemporáneo. Estas obras nos muestran una realidad intimista de colores y contrastes atenuados donde las texturas tienen una importancia esencial en la expresividad final de cada pintura”.

## Anécdotas
- Entre sus influencias artísticas están Antonio López, Paul Cézanne y Pablo Picasso.
- En 1993 Antonio Castro Cordobez (consejero de Agricultura y Alimentación del Gobierno de Canarias) felicitó las Navidades con una postal en la que figura un paisaje del entorno del Real Santuario Insular de Nuestra Señora de las Nieves, obra de Pedro Fausto. Dicho cuadro es propiedad de la Consejería de Patrimonio Histórico. Además, este político fue retratado por Pedro Fausto. La obra se encuentra en el Parlamento de Canarias.[27]
- Diferentes cuadros y fotografías de Pedro Fausto han sido utilizados como portadas para libros y discos de distintos autores.[28] Entre ellos la portada de La música tradicional en la Isla de La Palma (1999) de Talio Noda Gómez, la antología de textos eróticos Mein heimliches Auge: Das Jahrbuch der Erotik XXVI (2011), editada en Alemania por Konkursbuch, o la carátula del disco Regreso al espíritu (1997) de Ima Galguén, editado nacional e internacionalmente por Peermusic.
- Pedro Fausto es autor de Espérame en la orilla, un bolero incluido en el disco Abismo arriba de la cantante Ima Galguén.
- Tiene cinco hijos junto a Mª Carmen González (Ima Galguén): Aida, Olivia, Sara, Pablo y Celia. Todos ellos han seguido el camino artístico de sus padres.
- En una de las visitas oficiales de Juan Carlos I de España y Sofía de Grecia a la isla de La Palma, uno de los obsequios que se le entregó a los Reyes eméritos fue un cuadro de Pedro Fausto. Tal detalle fue iniciativa de ASPROCAN (Asociación de Organizaciones de Productores de Plátanos de Canarias). La obra tiene como protagonista el cultivo platanero.[29]
- El Museo de Arte Contemporáneo de Santa Cruz de La Palma tiene en su exposición permanente obra de Pedro Fausto.[30]
- Parte de su obra pertenece actualmente a colecciones privadas.